# Ilha Stefansson
A Ilha Stefansson é uma ilha do Arquipélago Ártico Canadiano, pertencente ao território de Nunavut, Canadá. Tem 4463 km² de área. A ilha é banhada a norte pelas águas do Viscount Melville Sound e a leste pelo canal M'Clintock. Situa-se perto da península Storkerson da ilha Victoria, separada pelo canal de Goldsmith. O ponto mais alto da ilha Stefansson tem altitude de 290 m. É, em área, a 27.ª maior ilha do Canadá e a 128.ª maior do mundo.
A ilha deve o seu nome ao explorador canadiano de origem islandesa Vilhjalmur Stefansson (1879-1962). Foi avistada pela primeira vez em 1917 por Storker T. Storkerson, integrante da expedição de Stefansson..

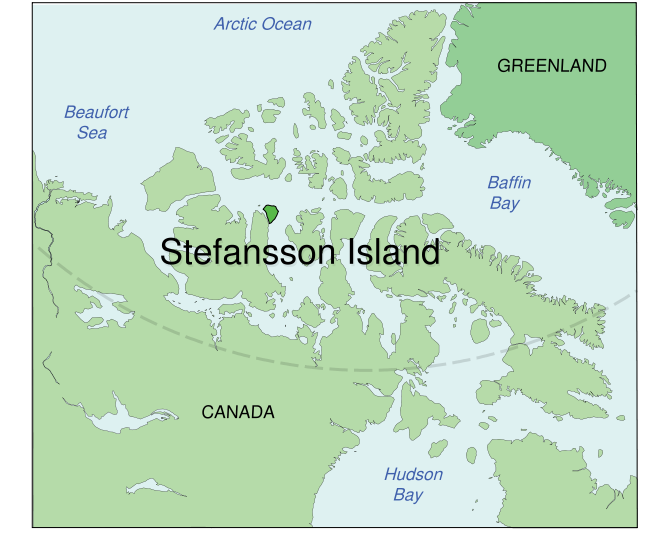
Localização da Ilha Stefansson